# Melle Dachbaustoffe
Die Melle Dachbaustoffe GmbH war ein deutscher Fachhändler für Baustoffe für Dächer und Fassaden. Durch den Zusammenschluss mit der Anton Gallhöfer Dach und Fassade GmbH ging das Unternehmen im Jahr 2017 in der Melle Gallhöfer Dach GmbH auf.

## Geschichte
1986 übernahmen die langjährigen Mitarbeiter Hilmar Merkel, Horst Gehrke, Manfred Marks, Jürgen Richter, Heinrich Meier und Volker Seidel die Firma Karl Melle. 1988 folgte die Übernahme der Firma Hett in Hannover zur Melle GmbH Hannover, die 1999 die „Dachwelt Hannover“ eröffnete. In den Jahren 1990 und 1991 gründete die Melle GmbH Firmenstandorte in Nordhausen und Landsberg, 1997 einen weiteren in Kassel.
1994 wurde das Unternehmen zum Dienstleistungscenter Melle Service GmbH umstrukturiert und vereinte Einkauf, Verwaltung und Marketing unter einem Dach. Es folgte die Umfirmierung der Melle GmbH Osterode zu Melle Dachbaustoffe GmbH Osterode und Melle Industriebedarf GmbH Osterode. 2000 wurde die Kasseler Filiale der Melle Dachbaustoffe GmbH Osterode zur Melle Dachbaustoffe GmbH Kassel umfirmiert.
Von 2006 bis 2014 gehörte die Melle Dachbaustoffe GmbH zu SIG Germany und wurde 2014 durch The Gores Group übernommen. 2018 fusionierte das Unternehmen gesellschaftsrechtlich mit der Gallhöfer Dach GmbH zur Melle Gallhöfer Dach GmbH.

## Leistungen und Produkte
Die Melle Gallhöfer Dach GmbH umfasste eine breite Produktpalette für Steildächer, Flachdächer und Fassaden bestehend aus Materialien wie Holz, Metall und Dämmstoffen. Zur Produktpalette gehören zudem Befestigungsmittel, Werkzeug und Betriebsbedarf. Die Dienstleistungen umfassten Beratung und Planung von Dächern und Fassaden sowie Schulungen, Metall- und Holzverarbeitung. Darüber hinaus stellte Melle Gallhöfer diverse Logistiklösungen bereit. Dazu zählten Transporte mit Überlänge, Hochkranentleerung und Entladung auf der Baustelle mittels Kränen oder Mitnahmestaplern.

## Standorte/Niederlassungen
Die Marke Melle hat deutschlandweit 17 Niederlassungen, der Firmensitz befand sich in Neuss. Weitere Standorte waren:
- Bremerhaven
- Biebesheim
- Dortmund
- Genthin
- Halberstadt
- Hannover
- Kassel
- Landsberg
- Magdeburg
- Nordhausen
- Oer-Erkenschwick
- Oldenburg
- Osterode
- Thörey
- Witten